# Cryptopsy
Cryptopsy ist eine kanadische Death-Metal-Band aus Montreal. Der Bandname setzt sich aus den Begriffen Cryptic und Autopsy zusammen. Die Band spielt brutalen und technisch sehr anspruchsvollen Death Metal.

## Geschichte

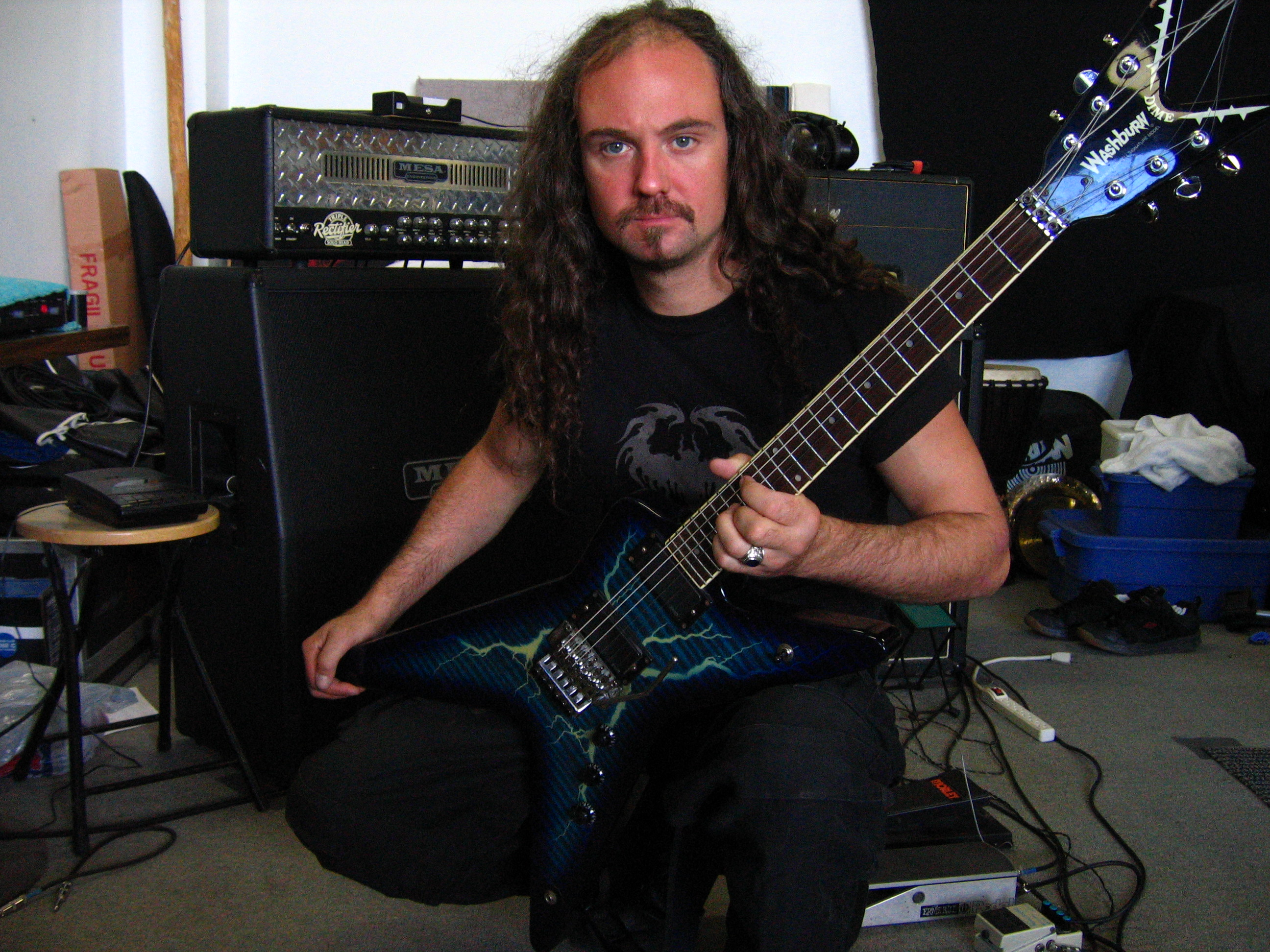
Alex Auburn (Gitarrist von 1999 bis 2009)

### Als Necrosis (1988–1992)
Die Band wurde 1988 unter dem Namen Necrosis gegründet. Sie trat 1992 zum ersten Mal auf und benannte sich im gleichen Jahr in den heutigen Namen um, da man herausfand, dass es bereits mehrere Bands mit demselben Namen gab. Die Musik war anfangs sehr stark vor allem vom New York Death Metal Suffocations beeinflusst, jedoch wurden Cryptopsy immer technischer. 1997 verließ der langjährige Sänger Dan Greening alias „Lord Worm“ die Band. 2003 stieß er jedoch wieder hinzu.

### Ungentle ExhumationundBlasphemy Made Flesh(1993–1995)
Die Demo Ungentle Exhumation und das Album Blasphemy Made Flesh wurden zunächst in Eigenregie veröffentlicht. Die Demo wurde später über Gore Records wiederveröffentlicht und das Album über das deutsche Musiklabel Invasion Records lizenziert. 1994 wurden Kevin Weagle (Bass) und Dave Galea (Gitarre) durch Martin Fergusson (Bass) und Jon Levasseur (Gitarre) ersetzt, die Blasphemy Made Flesh einspielten. Nach einer darauf folgenden Tour ersetzte der die Slap-Technik mit einbringende Eric Langlois (Bass) Martin Fergusson und Steve Thibault (Gitarre) verließ die Band, obwohl er sie noch eine Zeit lang weiterhin managte.

### None So Vile(1996–1997)
Für das zweite Album wechselte Cryptopsy zu Wrong Again Records. Jon Levasseur agierte als Hauptsongwriter. Von 1998 bis 2013 war die Band dann bei Century Media unter Vertrag. Mit Miguel Roy (Live-Gitarre) ging man auf Tour. Lord Worm verließ danach nach künstlerischen Differenzen die Band, um als Englischlehrer zu arbeiten, Mike DiSalvo ersetzte ihn.

### Whisper Supremacy(1998–1999)
Das nächste Album war das erste bei Century Media. Miguel Roy (Gitarre) spielte das Album mit ein. Es kam zur ersten US-Tour und die dem Hardcore nähere Stimme von Mike DiSalvo wurde in Fankreisen kontrovers diskutiert.

### ...And Then You'll Beg(2000–2001)
Das Album erschien 2000. Alex Auburn (Gitarre) ersetzte hier Miguel Roy. Nach einer anschließenden Tour verließ Mike DiSalvo (Gesang) die Band um sich um seine Familie zu kümmern. Martin LaCroix wurde 2001 als Ersatz verpflichtet und man ging auf Europa- und Japan-Tour.

### None So Live(2002–2004)
Das Live-Album wurde bei einem Konzert in Montreal mitgeschnitten und 2003 veröffentlicht. Lord Worm ersetzte im Anschluss den französischsprachigen Martin LaCroix, der Probleme mit der englischen Aussprache hatte. Miguel Roy (Gitarre) halfen bei Konzerten 2004 aus. Beim Trois-Rivieres Metalfest IV wurde für eine 2005 veröffentlichte Live-DVD gefilmt.

### Once Was Not(2005–2006)
Anfang des Jahres 2005 verließ der langjährige Gitarrist Jon Levasseur die Band. Dan Mongrain (Martyr) ersetzte ihn auf der Back to the Worms US-Tour. Auf Once Was Not übernahm (mit Ausnahme von Luminium) Alex Auburn die Gitarre. Für die folgende Nordamerika-Tour (mit Suffocation, Despised Icon und Aborted) wurde Chris Donaldson (Mythosis) verpflichtet. Aborted, Dew-Scented und Grave begleiteten die Band bei einer Europa-Tour, danach ging es wieder nach Nordamerika, Australien, Großbritannien, Europa und Skandinavien. In der Folge wurde Donaldson festes Bandmitglied.

### The Unspoken King(2007–2011)
Im April 2007 gab die Band bekannt, sich erneut von Lord Worm getrennt zu haben.
Im Dezember 2007 wurden der Sänger Matt McGachy (ex-3 Mile Scream) und die Keyboarderin Maggie Durand für die Band verpflichtet. In dieser neuen Besetzung wurde das sechste Studioalbum The Unspoken King aufgenommen, das am 23. Mai 2008 bei Century Media erschien. Zum Stück Worship Your Demons wurde am 14. Juni ein Video vorgestellt. The Unspoken King hatte neben dem üblichen Death-Metal-Anteil einen starken Hardcore-Einfluss. Neben einigen melodischen Riffs wurde klarer Gesang verwendet, was bei den Fans der alten Alben überwiegend auf Ablehnung stieß. In konservativen Kreisen der Metal-Szene werden moderne Deathcore-Einflüsse allgemein kritisch gesehen. Im Februar 2009 verließ Alex Auburn (Gitarre) nach 10 Jahren die Band aus unterschiedlichen Gründen. Er wurde durch Youri Raymond (Unhuman) ersetzt.

### Cryptopsy(seit 2011)
im Mai 2011 stieg Jon Levasseur, nachdem er sechs Jahre kaum Gitarre gespielt hatte, wieder in die Band ein. Der langjährige Bassist Eric Langlois stieg aus und Gitarrist Youri Raymond wechselte an den Bass. Er stieg im Dezember 2011 mit mangelnder Motivation, Bass zu spielen, wieder aus. Seine Nachfolge trat im Januar 2012 Olivier Piniard (Neuraxis) an.
Am 14. September 2012 wurde ein neues Album namens Cryptopsy veröffentlicht. Hierfür trennte man sich von Century Media und veröffentlichte das Album selbst.
Da Levasseur 2012 für Konzerte nicht zur Verfügung stand, half seitdem Youri Raymond wieder an der Gitarre aus. Auf der Homepage der Band wird Levasseur seit 2012 nicht mehr als Mitglied aufgeführt.

## Galerie

Bandmitglieder auf dem Party.San 2017
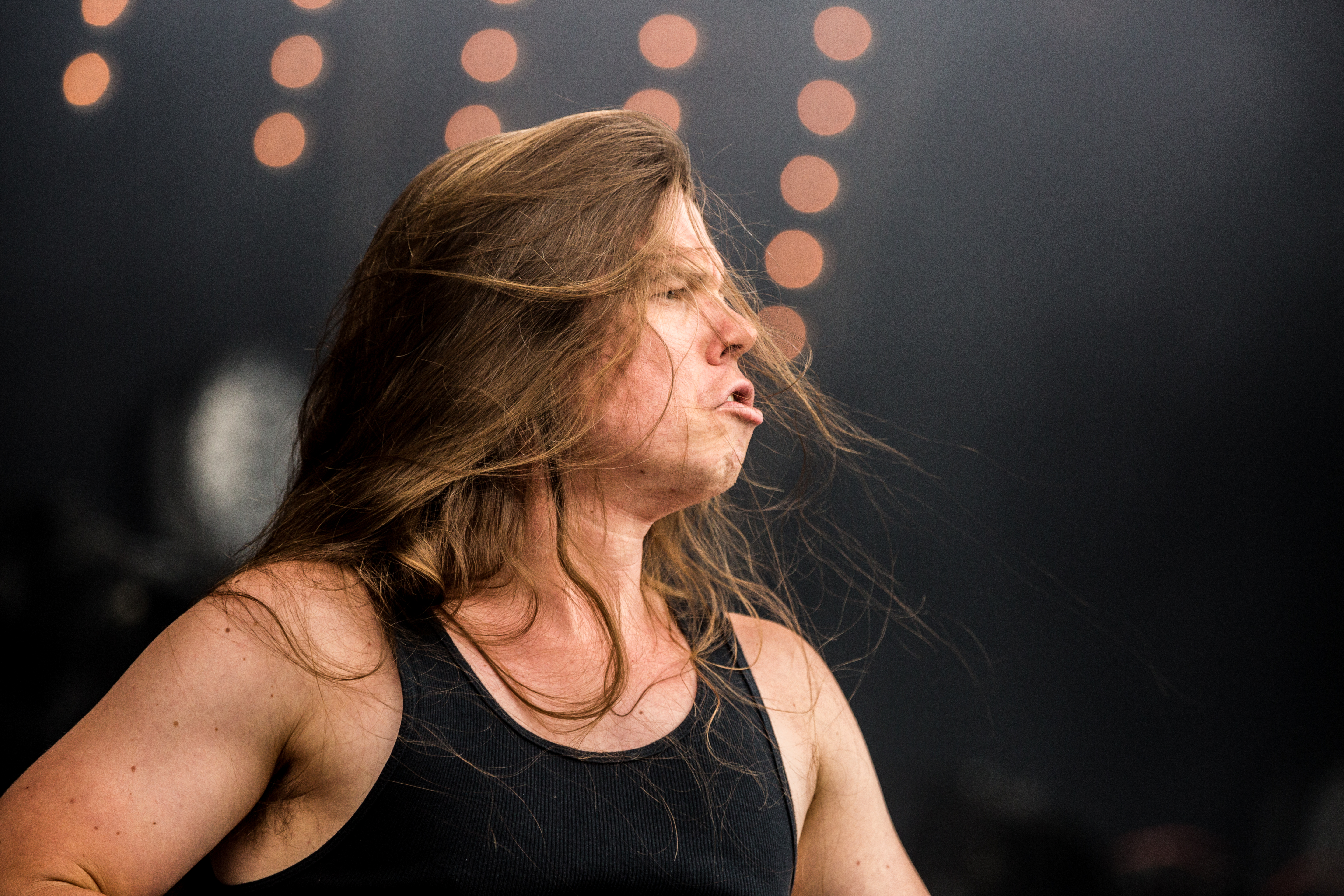
Sänger Matt McGachy
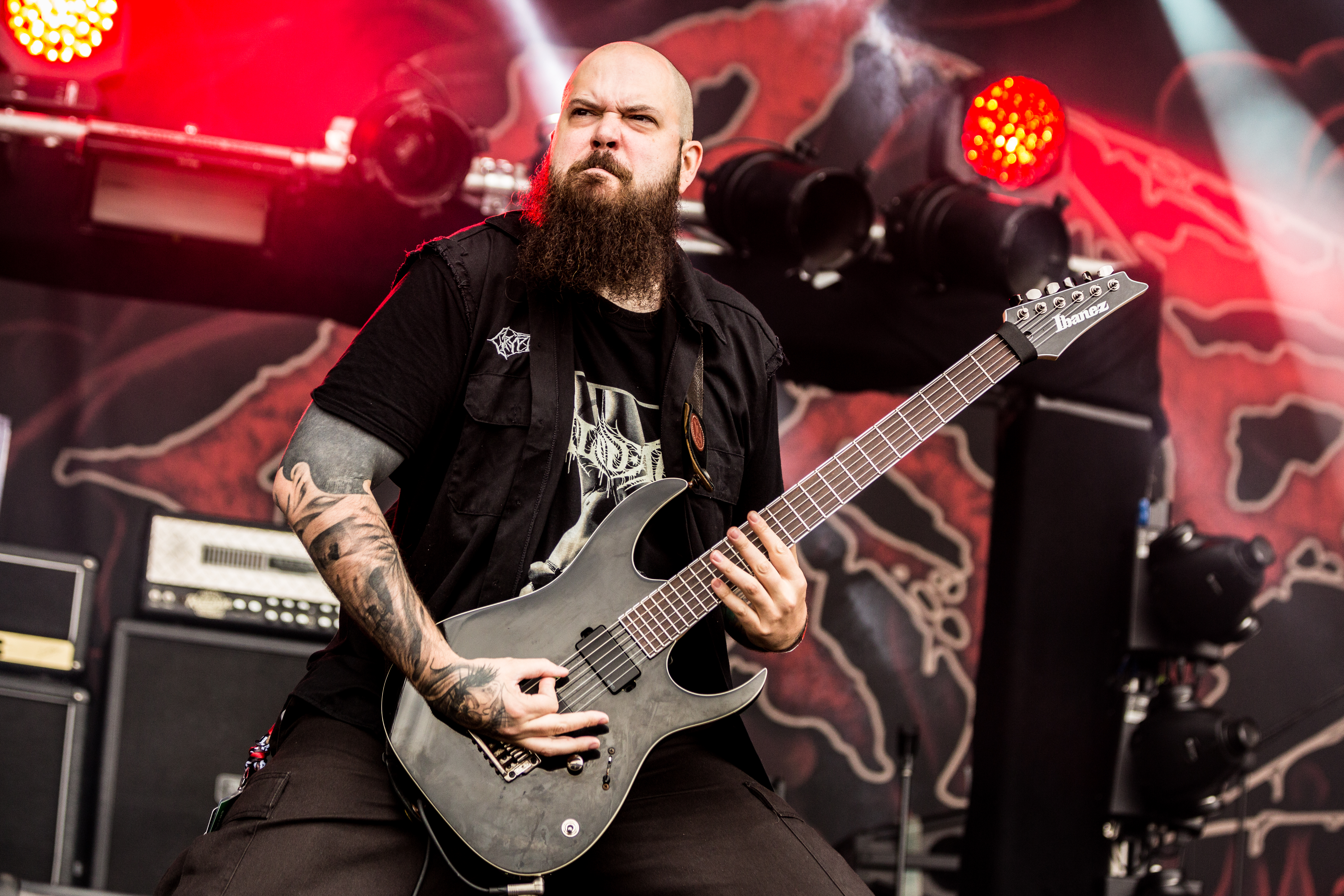
Gitarrist Chris Donaldson
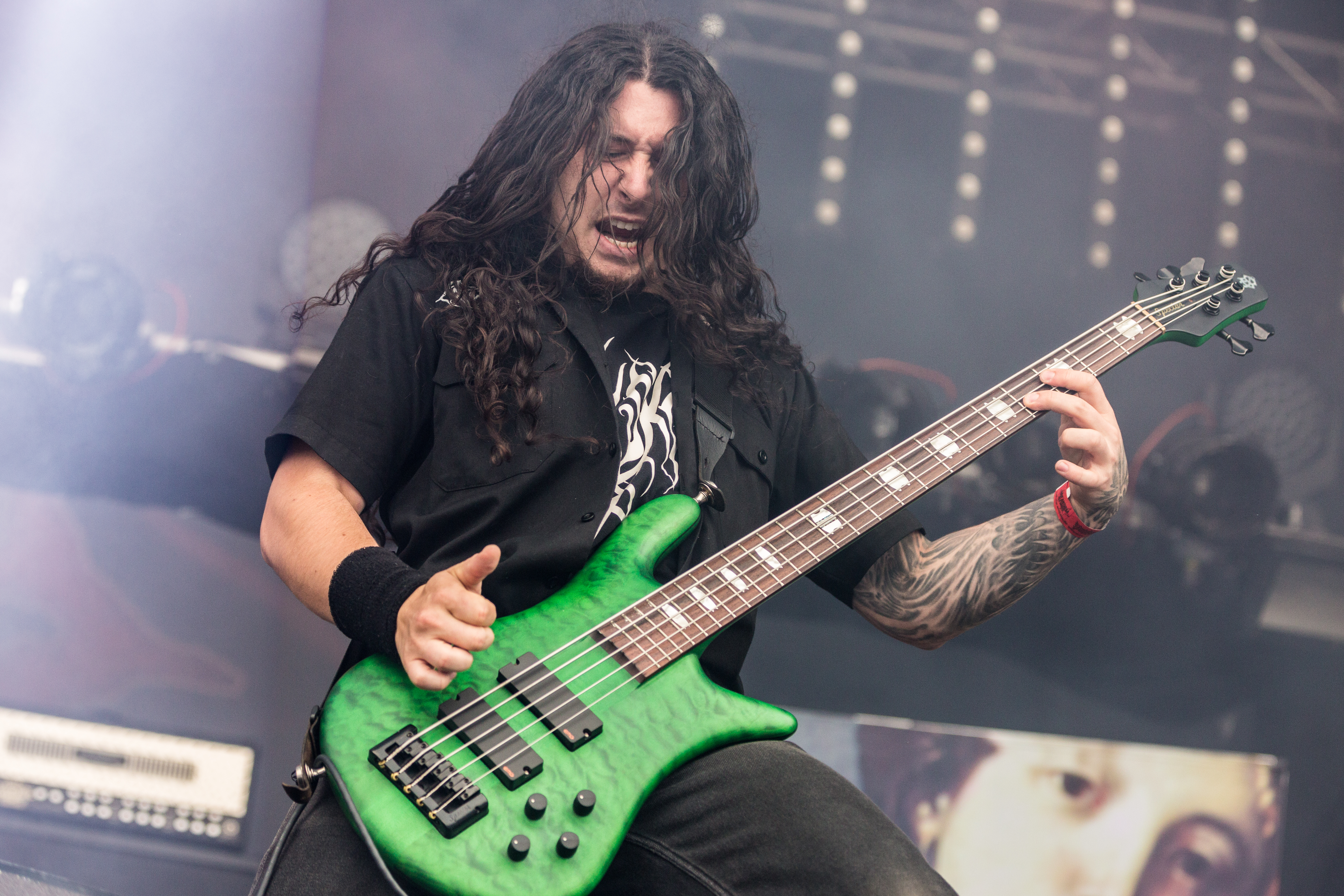
Bassist Olivier Pinard
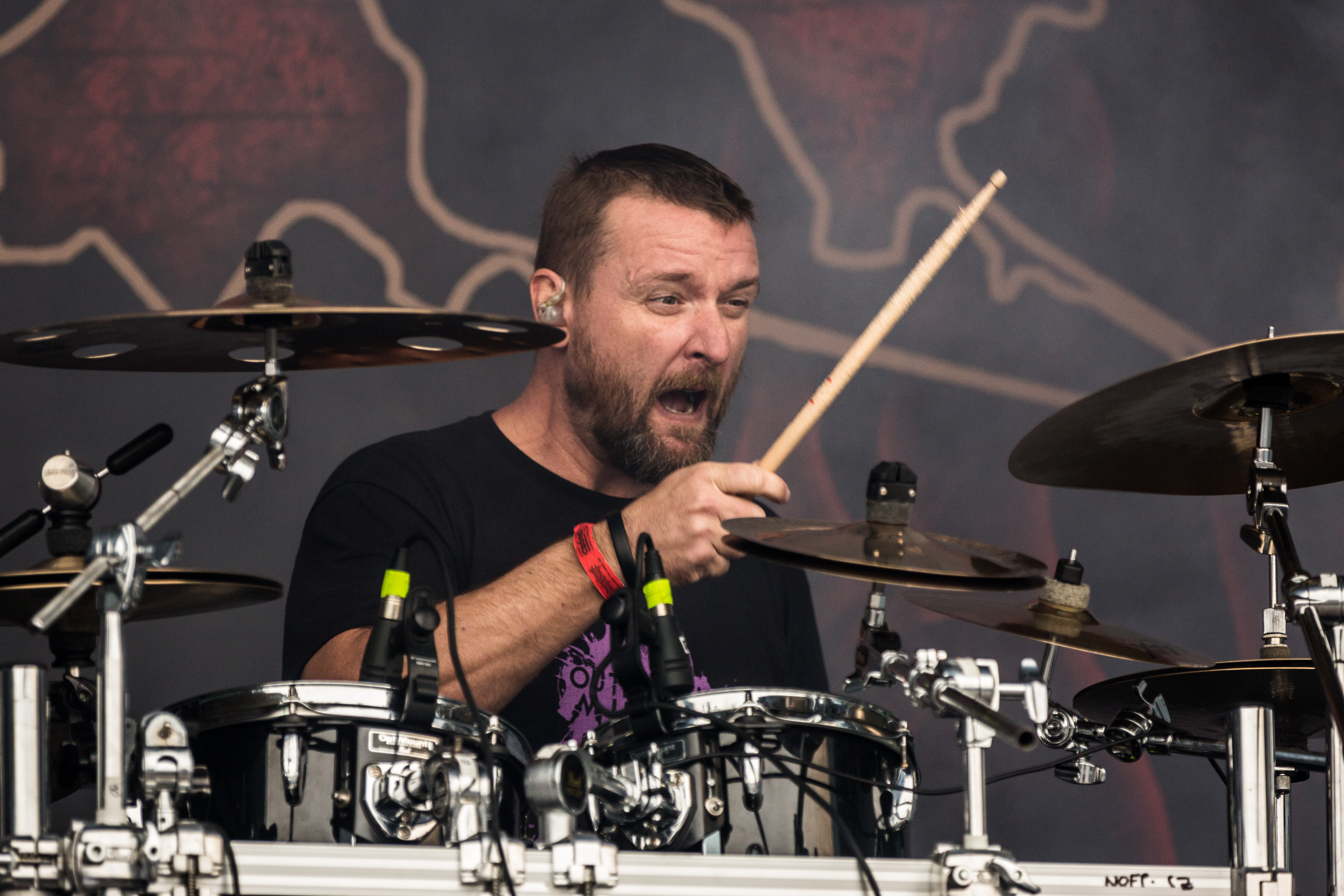
Schlagzeuger Flo Mounier

## Diskografie
als Necrosis
- 1989: Mastication and Heterodontism (Demo)
- 1991: Realms of Pathogenia (Demo)
- 1992: Necrosis (Demo)

als Cryptopsy
- 1993: Ungentle Exhumation (Demo) (Gore Records und Invasion Records)
- 1994: Blasphemy Made Flesh (Selbstveröffentlichung, später lizenziert bei Invasion Records)
- 1996: None So Vile (Wrong Again Records)
- 1998: Whisper Supremacy (Century Media)
- 2000: And Then You’ll Beg (Century Media)
- 2003: None So Live (Live, Century Media)
- 2005: Trois-Rivieres Metalfest IV (DVD, Century Media)
- 2005: Once Was Not (Century Media)
- 2008: The Unspoken King (Century Media)
- 2012: The Best of Us Bleed (Best-Of, Century Media)
- 2012: Cryptopsy (Selbstveröffentlichung)
- 2015: The Book of Suffering - Tome I (EP, Hammerheart Records)
- 2018: The Book of Suffering - Tome II (EP, Hammerheart Records)
- 2023: Gomorrah Burns (Hammerheart Records)
- 2025: An Insatiable Violence (Hammerheart Records)